# Cañete (Chile)
Cañete é uma comuna da província de Arauco, localizada na Região de Biobío, Chile. Possui uma área de 760,4 km² e uma população de 31.270 habitantes (2002).